# فضاپیمای دیپ اسپیس۲
دیپ اسپیس ۲ یک کاوشگر فضایی ناسا و بخشی از برنامه هزاره جدید بود. پروژه شامل دو کاوشگر فضایی بسیار پیشرفته حساس بود که در ژانویه ۱۹۹۹ با قطب نشین مریخ به مریخ فرستاده شد. این کاوشگرها به افتخار رابرت فالکون اسکات و روئال آمونسن، اولین کاشفانی که به قطب جنوب زمین رسیدند، «اسکات» و «آمونسن» نام‌گذاری شدند. دیپ اسپیس ۲ که قرار بود اولین فضاپیمایی باشد که به زیر سطح سیاره دیگری نفوذ می‌کند، پس از ورود به جو مریخ، از سفینه مادر قطب‌نشین مریخ جدا شده و تنها با استفاده از یک ضربه گیر گلوله هوایی، بدون چتر نجات، به سطح زمین سقوط کرد. این مأموریت در ۱۳ مارس ۲۰۰۰ شکست خورده اعلام شد، پس از آن که همه تلاش‌ها برای برقراری ارتباط مجدد با این کاوشگر پس از فرود بی پاسخ ماند. هزینه توسعه دیپ اسپیس۲، ۲۸ میلیون دلار آمریکا بود.

## بررسی اجمالی

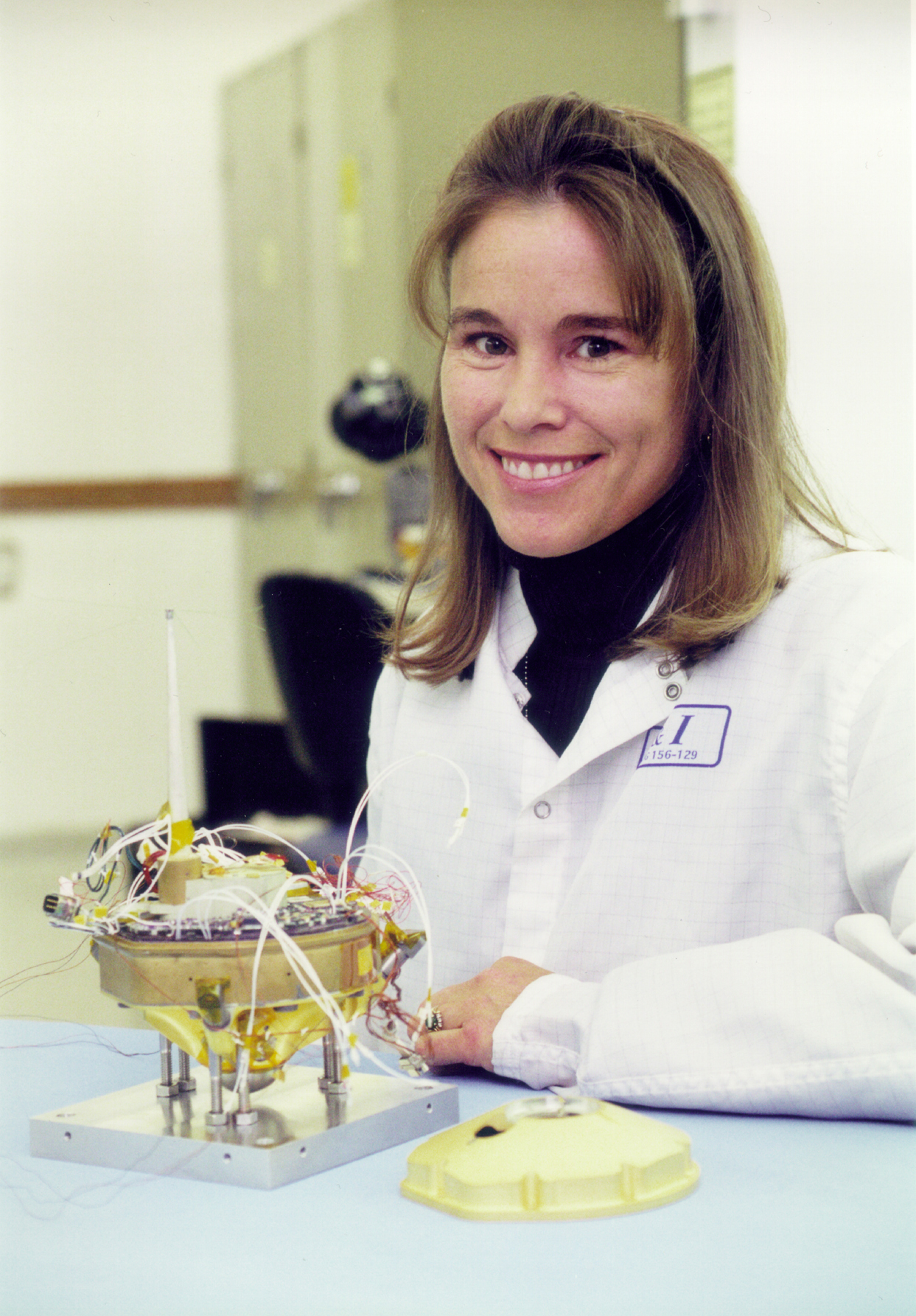
مدیر پروژه دیپ اسپیس۲ سارا گاویت هنگام کار با سخت‌افزار مهندسی کاوشگر

دیپ اسپیس ۲، همچنین به عنوان «میکرو کاوشگر مریخ» نیز شناخته می‌شود، دومین فضاپیمایی بود که تحت عنوان برنامه هزاره جدید ناسا برای آزمایش مفاهیم فناوری‌های پیشرفته با هدف ماموریت‌های فضایی توسعه یافت. منظور از این برنامه نمایش فناوری‌های پرخطر با شعار «ریسک کردن برای کاهش خطرات آینده» بود. این پروژه توسط آزمایشگاه پیشرانه جت در پاسادنا، با مشارکت دانشگاه آریزونا، ایالت نیومکزیکو، دانشگاه آریزونای شمالی، آزمایشگاه تحقیقاتی نیروی هوایی، و دیگران هدایت و اجرا شد.

## شکست مأموریت
در این مأموریت کاوشگرهای همراه با کاوشگر قطبی مریخ، ظاهراً بدون حادثه به مریخ رسیدند، اما پس از فرود هرگز ارتباط آنها با ایستگاه برقرار نشد. دقیقاً مشخص نیست علت شکست چه بوده‌است.
یک هیئت، مأمور بررسی شکست شد تا در مورد دلایل شکست کاوشگرهای مریخ قطبی و دیپ اسپیس۲ گزارش دهد. این هیئت نتوانست علت احتمالی شکست را دقیقاً شناسایی کند، اما چندین دلیل احتمالی ارائه داد:
- تجهیزات رادیویی کاوشگر شانس کمی برای سالم ماندن در مقابل ضربه داشتند.
- ممکن است باتری‌ها در اثر ضربه از کار افتاده باشند.
- کاوشگرها ممکن است در اثر ضربه بیرون آمده و آسیب دیده باشند.
- کاوشگرها ممکن است به پهلو فرود آمده باشند و در نتیجه آنتن ارتباطی، ارسال رادیویی بدی داشته باشند.
- کاوشگرها ممکن است به زمین سخت و بسیار سنگی برخورد کرده و آسیب دیده باشند.

هیئت مدیره به این نتیجه رسید که کاوشگرها و اجزای آنها قبل از پرتاب به اندازه کافی آزمایش نشده بودند.

## نگارخانه
- نفوذگر دیپ اسپیس۲
- سطح بیرونی دیپ اسپیس۲
- ورودی هوای دیپ اسپیس۲
- تجسم دیپ اسپیس۲ پس از نفوذ برای استقرار
- انیمیشن کاربردی دیپ اسپیس۲
- اجزاء کاوشگر دیپ اسپیس۲

## فهرست کتب
- برگه اطلاعات JPL, Deep Space 2
- آرشیو داده NSSDC, فضای عمیق ۲